# Érable argenté
Acer saccharinum
Espèce
Classification phylogénétique
Répartition géographique
L’Érable argenté ou Érable de Virginie (Acer saccharinum), ou Plaine blanche (Canada), est une espèce d'arbre de la famille des Acéracées.

## Description

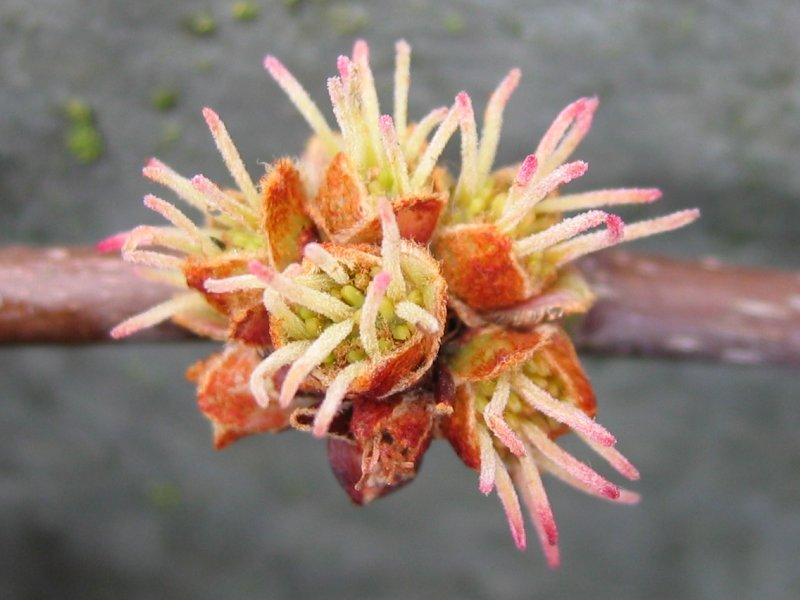
Les fleurs apparaissent à la fin de l'hiver avant les feuilles.

L'écorce est gris argenté et son bois tendre est peu apprécié dans l’industrie. Le système de racines est peu profond et fibreux. Il s'étend en largeur beaucoup plus qu'en profondeur.
Le feuillage est caduc, avec des feuilles opposées à 5 lobes profondément découpés, vertes au-dessus et argentées en dessous, jaunes ou orangées en automne (selon la température). Le pétiole est vert et/ou rose long de 5 à 15 cm.
Les fleurs jaune verdâtre disposées en glomérules apparaissent à la fin de l'hiver ou au tout début du printemps.
Les fruits sont des disamares ailées longues de 4 à 7 cm en angle obtus, mûres dès le mois de mai/juin. Elles ne se conservent pas et doivent donc être semées immédiatement. Elles servent souvent de premières nourritures printanières aux animaux de la forêt. L'arbre commence à produire des fruits à partir de 10 ans.
La croissance est rapide. L'arbre peut être nuisible s'il est planté près d'une construction car les branches, même de fort diamètre, sont cassantes, et son système racinaire est très étendu et superficiel.

L'espérance de vie est comprise entre 100 et 150 ans. Il peut atteindre de 20 à 30 m de haut. La plantation s'effectue en automne ou tôt au printemps, pendant la dormance,comme pour tous les arbres en général. La multiplication se fait par semis en mai (juste après la récolte). Le bouturage est possible, mais il se reproduit mieux par semis : semer tout de suite après la chute des graines, celles-ci ne se conservent pas et doivent germer immédiatement. Elles ont besoin d'une bonne humidité pour germer. La croissance est très rapide, à partir de l'année du semis même. Contrairement à l'idée souvent véhiculée partout, l'érable argenté ne drageonne pas. Cela vient probablement d'une confusion avec le peuplier blanc, originaire d'Europe et  introduit en Amérique comme arbre d'ornement, qui drageonne abondamment, a souvent des feuilles semblables à l'érable, avec le revers de la feuille argenté presque blanc. Un moyen facile de les différencier : les érables ont les feuilles opposées par paires sur le rameaux, le peuplier a des feuilles alternes.
 L'érable argenté, tout comme l'érable à sucre et l'érable rouge, peut être entaillé pour produire du sirop d'érable, de teinte plus claire que celui des deux autres espèces, par contre, son eau est la moins sucrée donc, pour obtenir la même quantité de sirop beaucoup plus d'eau d'érable est nécessaire. L'érable à sucre produit l'eau la plus sucrée.
L'érable argenté ressemble beaucoup à Acer rubrum, avec qui il peut s'hybrider, mais se différencie à ses feuilles plus grandes, plus profondément lobées et argentées en dessous. D'autre part les rameaux sont légèrement retombants.
Il existe plusieurs cultivars à usage ornemental. La forme laciniatum est la plus commune (dont il existe plusieurs cultivars, comme le clone Wieri, 1873), aux feuillage clair et profondément découpé. Son houppier léger évoque de loin un salicacée. Il existe également une variété pyramidale (Pyramidale).

## Répartition et habitat
L’arbre est originaire de l’Est de l'Amérique du Nord. Au Canada, il est présent à proximité des Grands lacs et le long du fleuve Saint-Laurent, de la rivière des Outaouais,  provinces de Québec, Nouveau-Brunswick et Ontario. Aux États-Unis, il pousse dans l'Est du pays jusqu'au Nord de la Floride (au sud). Il est fréquent dans les parcs. 
Il pousse à l'état sauvage dans les vallées humides et le long des cours d'eau. L'érable argenté apprécie un sol humide, plutôt argileux, et évite le calcaire. Il tolère les inondations temporaires, fréquentes dans son environnement naturel, en zone inondable près des grands cours d'eau de plaine. L'érable argenté apprécie le soleil, ou la mi-ombre. Il est rustique et résiste jusqu'à -35 degrés Celsius. Bien que poussant en zone humide à l'état naturel, il s'adapte très bien à presque toutes les conditions de sol et beaucoup mieux aux conditions urbaines que l'érable rouge et l'érable à sucre.
L’arbre a été introduit en Europe en 1725. Parmi les érables américains, il est l'un de ceux qu'on rencontre le plus fréquemment en Europe, avec l'érable negundo, pour l'ornement des espaces verts ou planté en alignements dans les rues des villes. Mais il n'est pas utilisé significativement en sylviculture. La plupart des spécimens appartiennent à la forme laciniatum, au feuillage clair très découpé. La forme sauvage se rencontre souvent dans les parcs anciens mais est rarement planté de nos jours.

## Ennemis
Les feuilles peuvent être atteintes de galles provoquées par un acarien, Vasates quadripedes.